# دوبیژن
دوبیژن (به لهستانی:  Dobieżyn) یک روستا در لهستان است که در گمینا بوک واقع شده‌است. دوبیژن ۱٬۱۰۰ نفر جمعیت دارد.